# Wythop
Wythop ist eine Gemeinde in der Unitary Authority Cumberland im Nordwesten Englands.

## Geographie
Die Verwaltungseinheit liegt im Lake District zwischen Cockermouth und Keswick, zwei Kilometer von den Weilern Dubwath in der Gemeinde Setmurthy und Wythop Mill in der Gemeinde Embleton entfernt.

## Aussichtspunkt und Bauwerke
Das Vorgebirge von Beck Wythop wurde von Thomas West als eine seiner vier „Stationen“ für die Betrachtung des Bassenthwaite Lake ausgewählt.
Auf dem Gemeindegebiet befinden sich insgesamt fünf Bauwerke, die in der National Heritage List for England eingetragen sind. Darunter Wythop Hall, ein Herrenhaus und die dazugehörenden Stallungen, stammen aus der Mitte des 16. Jahrhunderts. Darüber hinaus findet sich auf dem Gipfel von Castle How, einem felsigen Hügel, der sich steil über dem Westufer des Bassenthwaite Lake erhebt, ein ehemaliges Fort.